# Kinneret Shiryon

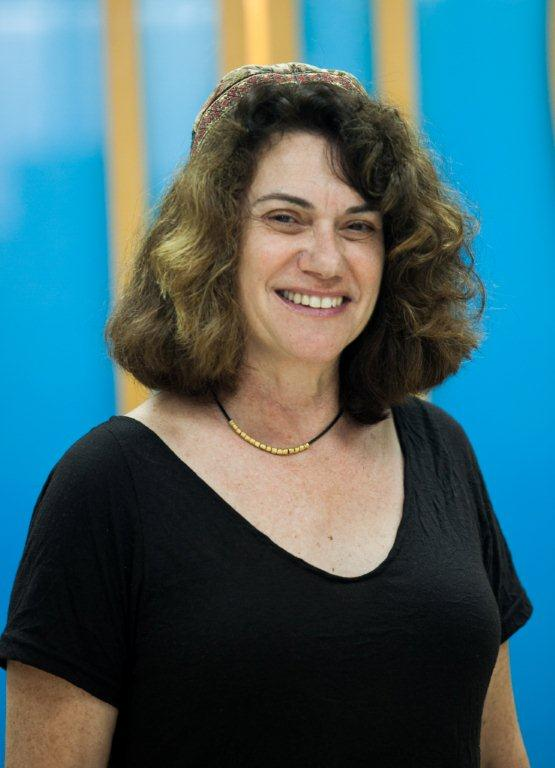
Kineret, 2016

Kinneret Shiryon (en hebreo: כנרת שריון; Nueva York, 8 de diciembre de 1955) es una rabina progresista estadounidense. Ha sido la primera mujer rabina en Israel.

## Trayectoria
Se licenció en literatura estadounidense y hebraica en 1977, y tras sus estudios rabínicos, se ordenó rabina en el Colegio de la Unión Hebrea - Instituto Judío de Religión de NYC en 1981.
Fundó y trabaja en la congregación judaica reformista Kehillat Yozma en Modi'ín y preside el Consejo de Rabinos Progresistas en Israel.
Desde los años 2000 dirige programas de sensibilización juvenil y se implica en iniciativas para que jóvenes de Canadá y Estados Unidos hagan su Aliyá.

## Vida personal
Está casada con Baruch Shiryon y tienen cuatro hijos (Ayelet, Erez, Inbar y Amichai)